# 舊塔拉日

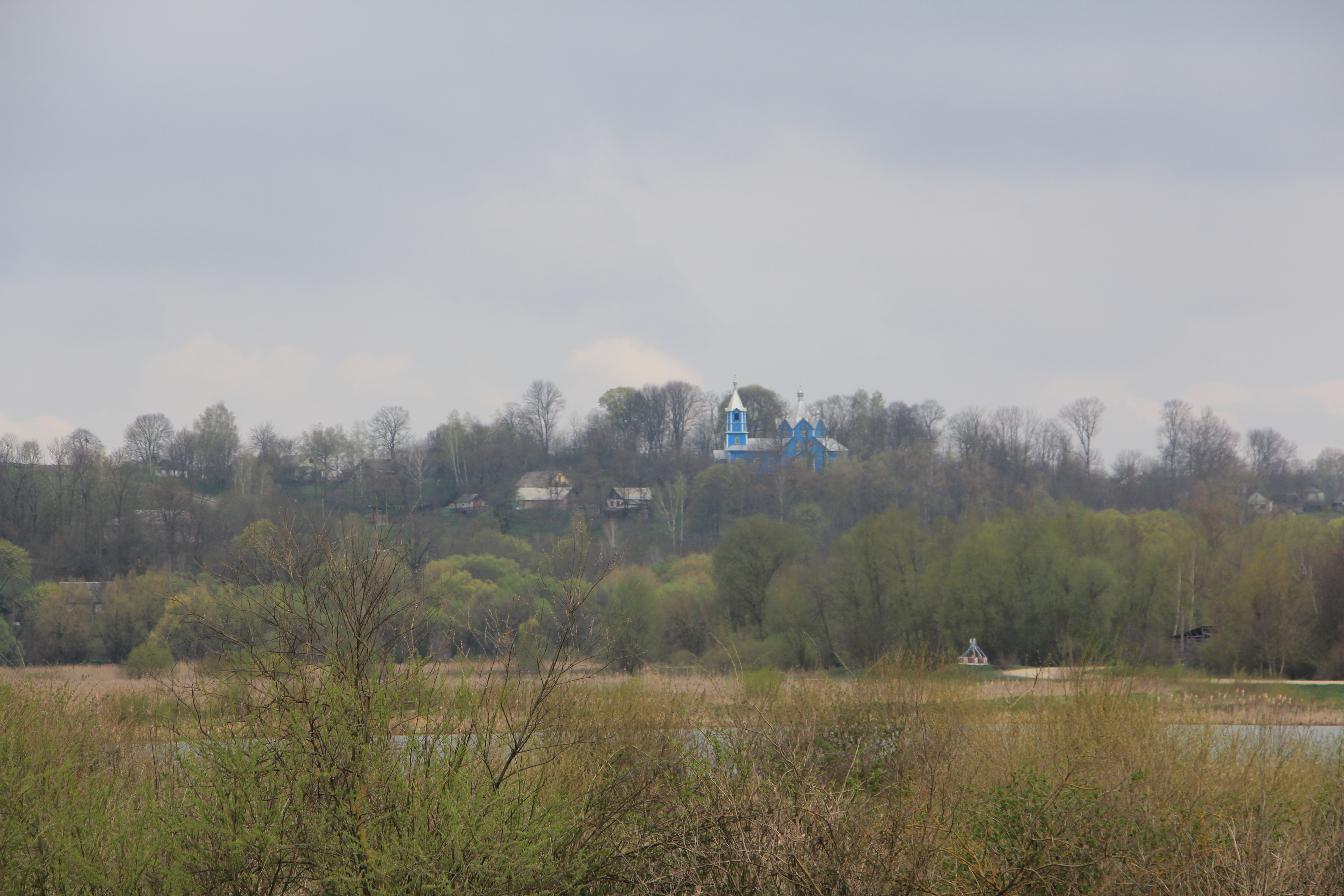

49°58′53″N 25°34′30″E / 49.98139°N 25.57500°E
舊塔拉日（烏克蘭語：Старий Тараж），是烏克蘭的村落，位於該國西部捷爾諾波爾州，由克列梅涅茨區負責管轄，始建於1463年，面積19.7平方公里，2024年人口1,000，人口密度每平方公里54人。